# Campeonato Mundial de Esquí Nórdico de 1989
El XXXVIII Campeonato Mundial de Esquí Nórdico se celebró en la localidad de Lahti (Finlandia) entre el 17 y el 26 de febrero de 1989 bajo la organización de la Federación Internacional de Esquí (FIS) y la Federación Finlandesa de Esquí.

## Esquí de fondo

### Masculino
| Evento                   | Oro                                                                              | Plata                                                                                   | Bronce                                                                            |
| ------------------------ | -------------------------------------------------------------------------------- | --------------------------------------------------------------------------------------- | --------------------------------------------------------------------------------- |
| 15 km EC (22.02)         | Harri Kirvesniemi · Finlandia · 42:40,7                                          | Pål Gunnar Mikkelsplass · Noruega · 42:44,0                                             | Vegard Ulvang · Noruega · 43:08,4                                                 |
| 15 km EL (20.02)         | Gunde Svan · Suecia · 40:39,6                                                    | Torgny Mogren · Suecia · 41:02,9                                                        | Lars Håland · Suecia · 41:10,3                                                    |
| 30 km EC (18.02)         | Vladimir Smirnov URSS 1:24:56,9                                                  | Vegard Ulvang · Noruega · 1:25:03,6                                                     | Christer Majbäck · Suecia · 1:25:09,8                                             |
| 50 km EL (26.02)         | Gunde Svan · Suecia · 2:15:29,4                                                  | Torgny Mogren · Suecia · 2:16:09,2                                                      | Alexei Prokurorov URSS 2:16:18,8                                                  |
| Relevo 4 × 10 km (24.02) | Suecia · Christer Majbäck · Gunde Svan · Lars Håland · Torgny Mogren · 1:40:12,1 | Finlandia · Aki Karvonen · Harri Kirvesniemi · Kari Ristanen · Jari Räsänen · 1:40:13,6 | Checoslovaquia Ladislav Švanda Martin Petrásek Radim Nyč Václav Korunka 1:40:13,7 |

### Femenino
| Evento                  | Oro                                                                                                 | Plata                                                                        | Bronce                                                                                  |
| ----------------------- | --------------------------------------------------------------------------------------------------- | ---------------------------------------------------------------------------- | --------------------------------------------------------------------------------------- |
| 10 km EL (19.02)        | Yelena Välbe URSS 27:04,5                                                                           | Marjo Matikainen · Finlandia · 27:36,7                                       | Tamara Tijonova URSS 27:58,8                                                            |
| 10 km EC (17.02)        | Marja-Liisa Kirvesniemi · Finlandia · 29:19,0                                                       | Pirkko Määttä · Finlandia · 30:12,2                                          | Marjo Matikainen · Finlandia · 30:12,9                                                  |
| 15 km EC (21.02)        | Marjo Matikainen · Finlandia · 47:46,6                                                              | Marja-Liisa Kirvesniemi · Finlandia · 47:48,6                                | Pirkko Määttä · Finlandia · 48:20,8                                                     |
| 30 km EL (25.02)        | Yelena Välbe URSS 1:29:59,7                                                                         | Larisa Lazutina URSS 1:30:07,7                                               | Marjo Matikainen · Finlandia · 1:30:30,6                                                |
| Relevo 4 × 5 km (24.02) | Finlandia · Pirkko Määttä · Marja-Liisa Kirvesniemi · Jaana Savolainen · Marjo Matikainen · 54:49,8 | URSS Yuliya Shamshurina Raisa Smetanina Tamara Tijonova Yelena Välbe 54:56,9 | Noruega · Inger Helene Nybråten · Anne Jahren · Nina Skeime · Marianne Dahlmo · 55:52,3 |

## Salto en esquí
| Evento                              | Oro                                                                                      | Plata                                                                                     | Bronce                                                                     |
| ----------------------------------- | ---------------------------------------------------------------------------------------- | ----------------------------------------------------------------------------------------- | -------------------------------------------------------------------------- |
| Trampolín normal individual (26.02) | Jens Weißflog RDA 114,5 pts.                                                             | Ari-Pekka Nikkola · Finlandia · 110,5 pts.                                                | Heinz Kuttin · Austria · 108,5 pts.                                        |
| Trampolín grande individual (20.02) | Jari Puikkonen · Finlandia · 218,5                                                       | Jens Weißflog RDA 212,5                                                                   | Matti Nykänen · Finlandia · 205,0                                          |
| Trampolín grande por equipo (26.02) | Finlandia · Ari-Pekka Nikkola · Jari Puikkonen · Matti Nykänen · Risto Laakkonen · 645,0 | Noruega · Magne Johansen · Clas Brede Bråthen · Ole Gunnar Fidjestøl · Jon Kjørum · 626,0 | Checoslovaquia Jiří Parma Martin Švagerko Ladislav Dluhoš Pavel Ploc 595,5 |

## Combinada nórdica
| Evento                        | Oro                                                                     | Plata                                                       | Bronce                                                |
| ----------------------------- | ----------------------------------------------------------------------- | ----------------------------------------------------------- | ----------------------------------------------------- |
| TN + 15 km individual (17.02) | Trond Einar Elden · Noruega ·                                           | Andrei Dundukov URSS                                        | Trond-Arne Bredesen · Noruega ·                       |
| TN + 3 × 10 km (18.02)        | Noruega · Trond Einar Elden · Trond-Arne Bredesen · Bård Jørgen Elden · | Suiza · Andreas Schaad · Hippolyt Kempf · Fredy Glanzmann · | RDA Ralph Leonhardt Bernd Blechschmidt Thomas Abratis |

## Medallero
| Núm. | País           | Oro | Plata | Bronce | Total |
| ---- | -------------- | --- | ----- | ------ | ----- |
| 1    | Finlandia      | 6   | 5     | 4      | 15    |
| 2    | URSS           | 3   | 3     | 2      | 8     |
| 3    | Suecia         | 3   | 2     | 2      | 7     |
| 4    | Noruega        | 2   | 3     | 3      | 8     |
| 5    | RDA            | 1   | 1     | 1      | 3     |
| 6    | Suiza          | 0   | 1     | 0      | 1     |
| 7    | Checoslovaquia | 0   | 0     | 2      | 2     |
| 8    | Austria        | 0   | 0     | 1      | 1     |
|      | TOTAL          | 15  | 15    | 15     | 45    |